# NGC 7318B
 NGC 7318B is een balkspiraalstelsel in het sterrenbeeld Pegasus, en maakt deel uit van het Kwintet van Stephan. Het hemelobject werd op 23 september 1876 ontdekt door de Franse astronoom Édouard Jean-Marie Stephan.

## Synoniemen
- NGC 7318-2
- ZWG 514.62
- UGC 12100
- Arp 319
- MCG 6-49-40
- VV 288
- NPM1G +33.0465
- HCG 92B
- PGC 69263